# Verbier
Verbier is een plaats en vakantieoord met een uitgebreid skigebied in de Zwitserse Alpen, in het kanton Wallis. Verbier hoort tot de gemeente Val de Bagnes. Het dorp heeft ongeveer 1800 inwoners, en 25.000 slaapplaatsen voor toeristen. Verbier is vooral bekend door skiën; door zijn ligging in een grote halve kom in de bergen boven het Val de Bagnes met aan meerdere kanten hellingen om te skiën, is het uitgegroeid tot een van de bekendste skigebieden van de Alpen. Het maakt deel uit van het grotere skigebied Les 4 Vallées.
Verbier is door de jaren heen het podium geweest van diverse sportieve evenementen. Zo organiseerde de stad in 1983 en 1984 wedstrijden voor de Wereldbeker alpineskiën, het wereldkampioenschap paragliden in 1993 en het wereldkampioenschap alpineskiën voor junioren in 2001. Ook was het aankomstplaats voor etappes in de Ronde van Zwitserland in 2005 en 2008 en de Ronde van Frankrijk 2009.
Vanuit het dal loopt de weg omhoog langs dertien haarspeldbochten, met een hoogteverschil van 650 meter.

## Muziekfestival
Sinds 1994 wordt in Verbier in de zomer het Verbier Festival gehouden. Dit is een festival voor klassieke muziek. Gedurende 17 dagen zijn er voor talenten in de muziek workshops door bekende klassieke musici. Verder worden er dagelijks op verschillende plekken gratis concerten gegeven.

## Overleden
- Roger Staub (1936-1974), Zwitsers alpineskiër
- Hans van Houten (1907-1996), Nederlands politicus, topambtenaar en diplomaat
- Willem Cordia (1940-2011), Nederlands ondernemer, investeerder en kunstverzamelaar
- Eric Albada Jelgersma (1939-2018), Nederlands ondernemer